# Dasaratha Maurya
Dasharatha (IAST: Dasharatha) là một hoàng đế Maurya giai đoạn 232-224 TCN. Ông là cháu trai của vua A Dục và thường được xem là người kế vị ông mình làm hoàng đế của đế quốc Ấn Độ. Dasharatha trị vì một đế quốc đang suy tàn và nhiều vùng lãnh thổ của đế quốc đã ly khai từ chính quyền trung ương trong suốt thời kỳ trị vị của ông. Ông đã tiếp tục các chính sách tôn giáo và xã hội của A-dục vương. Dasharatha là vị hoàng đế cuối cùng của triều đại Maurya đã lệnh khắc văn bia do đó là vị hoàng đế Maurya cuối cùng được người ta biết đến từ các nguồn văn bia. 
Dasharatha băng hà trong năm 224 TCN và người anh họ Samprati đã kế vị ngôi hoàng đế của ông.

## Bối cảnh
Dasharatha là cháu trai của A dục vương. Ông thường được xem là đã thừa kế ngai ông nội của mình làm hoàng đế của đế quốc ở Ấn Độ mặc dù một số nguồn bao gồm Vayu Purana đã nêu tên và số lượng các hoàng đế Maurya khác kế vị Ashoka. Trong số các cháu trai của vua A Dục, hai người thường xuyên được nhắc đến nhiều nhất là Samprati và Dasharatha. Sau này được mô tả trong Vishnu Purana là con trai và người kế nhiệm của triều đình Suyashas (con trai của A Dục vương). Người ta cho Suyashas là một tên khác của Ashoka của con trai và người thừa kế Kunala.

## Tôn giáo
Ashoka đã có sự sùng bái đạo thờ Thần thánh trong bản khắc của mình; mặc dù là một người cai trị Phật giáo, ông được gọi là Devanampiya, có nghĩa là "người yêu quý Thượng đế" trong tiếng Pali. Danh hiệu Devanampiya và sự tuân thủ tôn giáo của người cai trị Maurya đối với Phật giáo được tiếp tục bởi Dasharatha.

## Văn hoá
Dasharatha được biết là đã dành ba hang động ở đồi Nagarjuni cho Ajivikas. Ba bản khắc chữ ở hang động gọi ông là "Devanampiya và nhà nói rằng các hang động đã được hiến dâng bởi ông ngay sau sự kế nhiệm của mình.